# Episodi di Tutti al college (quarta stagione)
La quarta stagione della serie televisiva Tutti al college è stata trasmessa in anteprima negli Stati Uniti d'America dalla NBC tra il 20 settembre 1990 e il 2 maggio 1991.
| nº | Titolo originale                  | Titolo italiano                               | Prima TV USA      | Prima TV Italia |
| -- | --------------------------------- | --------------------------------------------- | ----------------- | --------------- |
| 1  | Everything Must Change            | Tutto deve cambiare                           | 20 settembre 1990 |                 |
| 2  | How Bittersweet It Is             | Quanto è dolceamaro                           | 27 settembre 1990 |                 |
| 3  | Blues for Nobody's Child          | Figlio di nessuno                             | 4 ottobre 1990    |                 |
| 4  | Whitley's Last Supper             | L'ultima cena di Whitley                      | 11 ottobre 1990   |                 |
| 5  | The Goodwill Games                | I giochi della buona volontà                  | 18 ottobre 1990   |                 |
| 6  | Tales from the Exam Zone          | I racconti del periodo degli esami            | 25 ottobre 1990   |                 |
| 7  | Good Help Is Hard to Fire         | Una buona domestica è difficile da licenziare | 8 novembre 1990   |                 |
| 8  | Love Thy Neighbor                 | Ama il prossimo tuo                           | 15 novembre 1990  |                 |
| 9  | Time Keeps on Slippin'            | Il tempo fugge                                | 29 novembre 1990  |                 |
| 10 | The Apple Doesn't Fall            | La mela non cade lontano dall'albero          | 6 dicembre 1990   |                 |
| 11 | I'm Dreaming of a Wayne Christmas | Natale dai Wayne                              | 13 dicembre 1990  |                 |
| 12 | War and Peace                     | Guerra e pace                                 | 10 gennaio 1991   |                 |
| 13 | Ex-Communication                  | Un ex di troppo                               | 31 gennaio 1991   |                 |
| 14 | Risk Around the Dollar            | Per qualche dollaro in più                    | 7 febbraio 1991   |                 |
| 15 | Love, Hillman-Style               | L'amore in stile Hillman                      | 14 febbraio 1991  |                 |
| 16 | A Word in Edgewise                | Senza parole                                  | 21 febbraio 1991  |                 |
| 17 | Ms. Understanding                 | Signorina Comprensione                        | 28 febbraio 1991  |                 |
| 18 | The Cash Isn't Always Greener     | Il denaro non è sempre la soluzione           | 7 marzo 1991      |                 |
| 19 | How Great Thou Art                | Impara l'arte                                 | 14 marzo 1991     |                 |
| 20 | It's Showtime at Hillman          | Alla Hillman inizia lo spettacolo!            | 21 marzo 1991     |                 |
| 21 | Sister to Sister, Sister          | Da sorella a sorella                          | 28 marzo 1991     |                 |
| 22 | Monet Is the Root of All Evil     | La mostra d'arte                              | 4 aprile 1991     |                 |
| 23 | If I Should Die Before I Wake     | Se muoio prima di svegliarmi                  | 11 aprile 1991    |                 |
| 24 | Never Can Say Goodbye             | Non so mai dire addio                         | 25 aprile 1991    |                 |
| 25 | To Be Continued                   | La storia continua                            | 2 maggio 1991     |                 |